# جون مورو (سياسي)
جون مورو (بالإنجليزية: John Morrow)‏ هو محامي وسياسي أمريكي، ولد في 19 أبريل 1865 في دارلينجتون في الولايات المتحدة، وتوفي في 25 فبراير 1935 في سانتا فيه في الولايات المتحدة. حزبياً، نشط في الحزب الديمقراطي. وقد انتخب عضو مجلس النواب الأمريكي.